# Komsomol
El Komsomol (en ruso: Комсомол) era la organización juvenil del Partido Comunista de la Unión Soviética (PCUS). El término es una contracción de Kommunisticheski Soyuz Molodiozhi (Коммунистический союз молодёжи), Unión Comunista de la Juventud. Creada el 29 de octubre de 1918, desde 1922 el nombre oficial pasó a ser Unión Comunista Leninista de la Juventud de la Unión (Всесоюзный Ленинский Коммунистический Союз Молодёжи, Vsesoyuzni Léninski Kommunistícheski Soyuz Molodiozhi, abreviado ВЛКСМ o VLKSM).
En su época de mayor auge, los años 1970 y principios de los años 1980, el Komsomol llegó a tener más de 40 millones de miembros, estimándose que alrededor de dos tercios de la población adulta de la Federación Rusa actual fue alguna vez miembro. Se disolvió en septiembre de 1991, luego del fallido golpe de Estado de agosto de ese año y tres meses antes de que la Unión Soviética dejara de existir.
El término komsomol, tanto en masculino como en femenino, se usa también para referirse a un individuo que pertenezca a la organización. El término ruso es комсомолец («komsomolets», masculino singular) o комсомолка («komsomolka», femenino singular).

## Estructura y organización
Se podía ingresar al Komsomol a los 14 años y pertenecer a él hasta los 28. De todos modos, los funcionarios de la organización solían ser antiguos militantes, siendo por tanto mayores que los miembros regulares. Para los menores de 14 años existía la Organización de Pioneros. En el plano internacional, el Komsomol era el miembro más importante de la Federación Mundial de la Juventud Democrática (FMJD).
Aunque la influencia que ejercía el Komsomol sobre el Partido Comunista era limitada, la organización cumplía un papel importante al introducir a la juventud en los principios y valores del PCUS, oficiando como una puerta de acceso a la política de la Unión Soviética. Los miembros más activos recibían premios y privilegios; por ejemplo, Yuri Andrópov, Secretario General del Partido luego de la muerte de Leonid Brézhnev, empezó su carrera política desde la sección de Carelia del Komsomol. La estructura jerárquica del Komsomol, organizada siguiendo un esquema federal, era muy similar a la del Partido.

## Historia

### Antecedentes
La Revolución de Febrero de 1917 contribuyó al inicio del involucramiento de los jóvenes rusos en la actividad sociopolítica. Se comenzaron a crear organizaciones juveniles de trabajadores, como “Trabajo y Luz”, entre otras, cuyos miembros estaban orientados hacia los partidos socialistas. En la primavera de 1917, los activistas de la Fábrica Putilov de Petrogrado crearon una organización de jóvenes proletarios en el distrito Peterhof de la ciudad llamada “Unión Socialista de Jóvenes Trabajadores”. En junio de 1917, los representantes de la juventud proletaria de los distritos de Narva y Peterhof de Petrogrado, en una conferencia de representantes de la juventud trabajadora, crearon la “Unión de Juventudes Socialistas” de mentalidad bolchevique, y también se creó una organización similar en Moscú. El 18 de agosto de 1917, en el Comité del Distrito de Narva de Petrogrado se convocó una conferencia de la juventud trabajadora, en la que se fusionaron todas las organizaciones juveniles de la ciudad y se creó la “Unión Socialista de la Juventud Trabajadora de Petrogrado”. En octubre de 1917 se publicó en Moscú el primer número del órgano impreso de la juventud comunista, la revista “Internacional de la Juventud”, y en noviembre de 1917 se publicó en Petrogrado el primer número de la revista “Joven Proletario”.
El surgimiento de organizaciones juveniles bolcheviques en varias ciudades hizo necesaria la creación de una estructura para toda Rusia: la Unión de Jóvenes Comunistas Rusos (RKSM). Las actividades del RKSM se basaban, entre otras cosas, en las ideas de Nadezhda Krupskaya, quien habló en junio de 1917 sobre la necesidad de trabajar con los jóvenes y desarrollar el estatuto de la organización.

### Creación

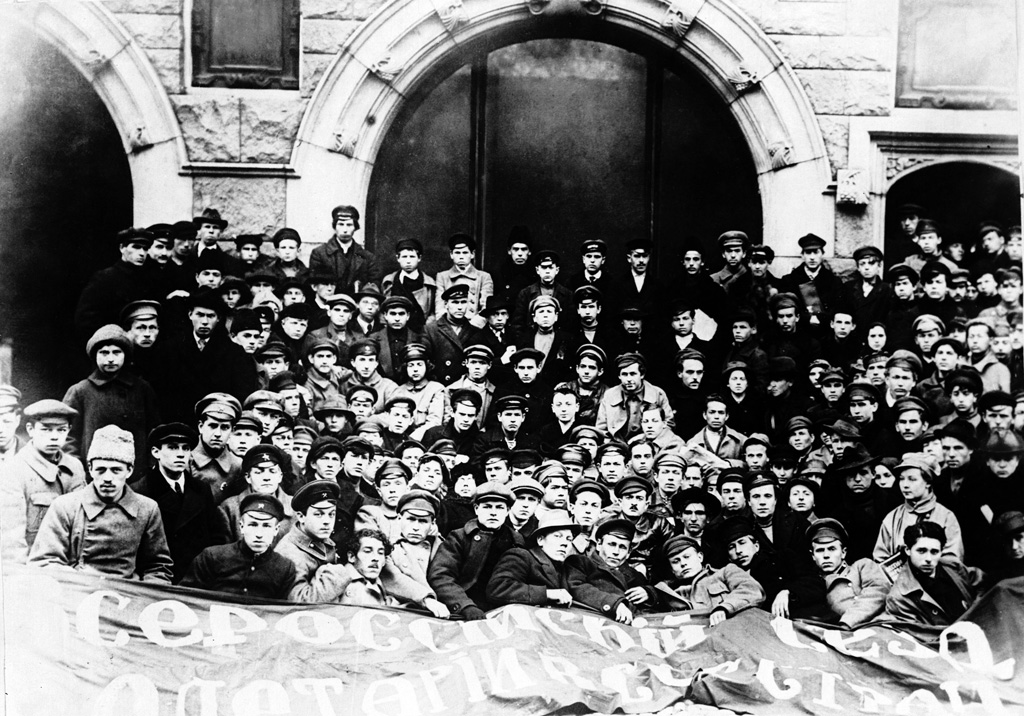
Delegados del I Congreso del Komsomol, octubre de 1918.

Del 29 de octubre al 4 de noviembre de 1918 se celebró el I Congreso de Sindicatos de Jóvenes Obreros y Campesinos, en el que se proclamó la creación del RKSM, y en diciembre se publicó el primer número de "Jóvenes Comunistas", la revista oficial de la organización, y en octubre de 1919 se celebró su II Congreso en Petrogrado. En el III Congreso del Komsomol, que tuvo lugar del 2 al 10 de octubre de 1920, Lenin pronunció un discurso titulado “ Las tareas de las uniones juveniles ”, que se convirtió en el documento principal para el trabajo ideológico con la juventud en la Unión Soviética. En la primera mitad de 1921 se organizaron en todo el país celebraciones en honor de los jóvenes Héroes del Trabajo. Los mejores intérpretes fueron incluidos en los tableros rojos de honor y recibieron valiosos regalos, certificados e insignias. Las primeras insignias del Komsomol, que indicaban la pertenencia a la Unión de la Juventud Comunista Rusa, eran una especie de premio a los mejores y no se entregaban a todo el mundo, ya que se emitían en pequeñas cantidades.
El V Congreso del Komsomol, que tuvo lugar en octubre de 1922, aprobó una única insignia: en la bandera en el centro de la estrella con la inicial "KIM" (Internacional Comunista de la Juventud); la inscripción "VLKSM" fue aprobada por el Comité Central y apareció en las insignias solo hasta 1947, y las insignias adquirieron su apariencia definitiva (con el perfil de Lenin) hasta 1956. El iniciador de la creación y el principal ideólogo de la organización Komsomol fue Vladímir Lenin. “Las tareas de las uniones juveniles”, leídas por él en el III Congreso Panruso del Komsomol en octubre de 1920, se convirtieron en el documento ideológico fundamental del Komsomol durante muchos años.

Según el secretario personal de Stalin en la década de 1920, Borís Bazhanov, el fundador del Komsomol fue Lázar Shatskin:

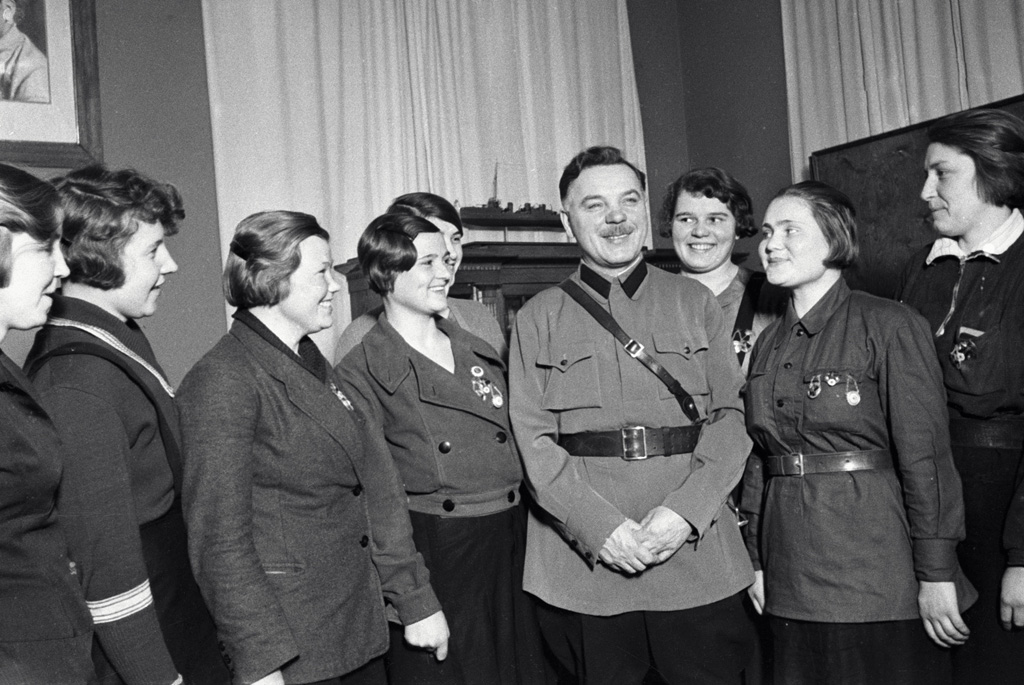
El Comisario del Pueblo de Defensa de la Unión Soviética, Kliment Voroshílov, reunido con varios miembros del Komsomol, 1 de noviembre de 1935.

"Fue él quien inventó el Komsomol y fue su creador y organizador. Al principio fue el primer secretario del Comité Central del Komsomol, pero luego, copiando a Lenin, que no dirigía oficialmente el partido, Shatskin, ocultándose tras el telón de la dirección del Komsomol, lo dirigió durante varios años sin interrupción con su lugarteniente Tarjanov."
Muy pronto, el Komsomol siguió siendo la única organización política juvenil en la RSFS de Rusia y luego en la Unión Soviética. A través de la estructura de esta organización se realizó la educación ideológica de la juventud y se implementaron proyectos políticos y sociales. El Komsomol fue posicionado como un “asistente y reserva” del PCUS. Bajo la dirección del Komsomol, en 1922 se creó una organización del partido infantil: la Organización de Pioneros de Vladímir Lenin. Uno de los principales iniciadores de la creación de los pioneros fue Nikolái Chaplin, primer secretario del Comité Central de la Liga de Jóvenes Comunistas Leninistas de toda la Unión (1924-1928). Es decir, en tres años el número de miembros del Komsomol ha aumentado más del doble. Al mismo tiempo, se tomaron medidas para ahorrar dinero reduciendo drásticamente el número de dirigentes del Komsomol “liberados” (es decir, pagados). En la primavera de 1940, el Comité Central de la Liga de Jóvenes Comunistas Leninistas de toda la Unión redujo el número de organizadores profesionales del Komsomol en un 59%, principalmente eliminando puestos remunerados en las organizaciones locales y distritales del Komsomol.

### Década de 1930
Komsomol participó activamente en la reconstrucción del país después de la guerra civil, la erradicación del analfabetismo y la industrialización de la URSS. En 1929, el Komsomol anunció la movilización voluntaria de sus activistas para la construcción de las empresas industriales más importantes. En total, en 1929-1931, 350 mil miembros del Komsomol participaron en la construcción de estas empresas. Por estos éxitos en 1931, el Komsomol fue galardonado con la Orden de la Bandera Roja del Trabajo.
Durante la Gran Purga (1937-1938), muchos fundadores y antiguos dirigentes del RKSM/VLKSM fueron arrestados y fusilados: Oskar Ryvkin, L. A. Shatskin, y Yefím Zeitlin, entre otros. Sin embargo, entre 1939 y 1940 el número de miembros del Komsomol aumentó significativamente debido al reclutamiento de jóvenes en los nuevos territorios de la URSS: Bielorrusia Occidental, Ucrania Occidental, Besarabia, Bucovina del Norte y las repúblicas bálticas; pasando el Komsomol de tener 4,375,604 miembros en 1938 a tener 10,387,852 miembros en 1941.
Las reformas encaradas por Mijaíl Gorbachov, la perestroika y la glásnost, dejaron desencajado a un Komsomol que había crecido al amparo del orden político y social del Partido Comunista; por esos años se empezó a decir que la organización ya no representaba los intereses de la juventud, y tenía profundos problemas estructurales y de liderazgo. En el XX Congreso del Komsomol se alteraron totalmente sus estatutos para reflejar una nueva orientación hacia la economía de mercado. Las reformas del XX Congreso destruyeron al Komsomol, que terminó fragmentándose, y perdiendo de vista cuáles eran sus objetivos, el interés de sus miembros y la membresía en general. La organización ya no tenía cabida en una Unión Soviética totalmente diferente a la que le dio lugar.
En 1930, el Komsomol asumió la responsabilidad de la educación universal e inició la creación de escuelas nocturnas de dos años para analfabetos. El Komsomol anunció una campaña para jóvenes en la ciencia. Entre 1928 y 1929, 15 mil personas fueron a estudiar a las facultades obreras con bonos del Komsomol, 20 mil a cursos de preparación para instituciones de educación superior y 30 mil a instituciones de educación superior y escuelas técnicas. En 1934 la clase obrera entre los estudiantes alcanzó el 48%. Por iniciativa del Komsomol nació una nueva forma masiva de formación técnica para los trabajadores: el mínimo técnico, siguiendo una cita de Lenin: “Podréis llegar a ser comunistas sólo si enriquecéis vuestra memoria con el conocimiento de todas las riquezas que ha producido la humanidad”.

### Segunda Guerra Mundial
En 1941, había más de 10 millones de miembros del Komsomol en la URSS. Antes de la guerra, alrededor de un millón de miembros del Komsomol se convirtieron en " tiradores de Voroshílov ", más de cinco millones aprobaron el examen militar, la topografía militar y otras especialidades militares. Se convirtieron en los "Joven Guardia" y los "Jóvenes Vengadores". Tres mil quinientos fueron nombrados Héroes de la Unión Soviética y tres millones y medio recibieron órdenes y medallas.
Las unidades especiales de mujeres miembros del Komsomol contaban con más de 200 mil ametralladoras, francotiradoras y especialistas en otras especialidades. Por sus méritos militares en la lucha contra los invasores nazis, 100 mil niñas fueron condecoradas con órdenes y medallas, 58 de las cuales recibieron el título de "Héroe de la Unión Soviética". Cada institución, empresa y agencia de seguridad tenía necesariamente una organización primaria del Komsomol. A principios de la década de 1970, se publicaron 131 periódicos del Komsomol con una tirada única de 16,6 millones de ejemplares, incluido un periódico para toda la Unión, Komsomolskaya Pravda. Revistas del Komsomol, editorial del Komsomol " Joven Guardia ", Premio Lenin del Komsomol , Oficina de Turismo Juvenil Internacional "Sputnik". Posteriormente jugó un papel importante en la recuperación del país destruido por la guerra, el desarrollo de tierras vírgenes, la construcción del BAM y los proyectos de construcción del Komsomol de choque de toda la Unión.

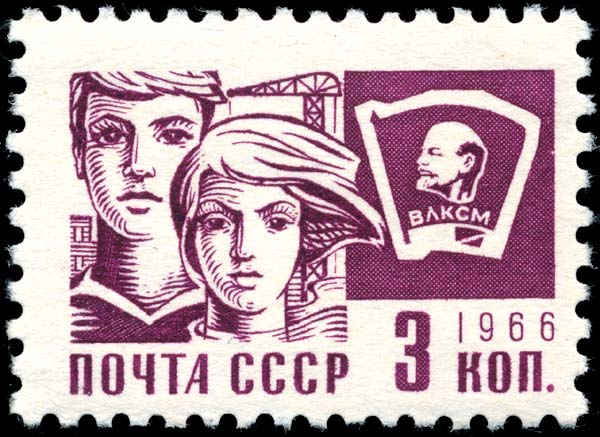
Sello soviético de 1968 dedicado al Komsomol

### Posguerra
Más tarde, la base social del Komsomol se expandió gradualmente y en los años 1960-1980, casi todos los estudiantes de escuelas integrales fueron aceptados en el Komsomol. El Komsomol participó en los procesos de redistribución territorial de los recursos laborales, incluso en forma de reclutamiento organizativo y reclutamiento del Komsomol a través de “ vales Komsomol ”, con mayor frecuencia para “ proyectos de construcción de choque del Komsomol ” a nivel nacional o regional. Una de las iniciativas gloriosas y positivamente recibidas del Komsomol fue la participación de los organismos del Komsomol en la década de 1980 en la implementación del programa de vivienda de la URSS, especialmente en forma de apoyo al movimiento MZhK (complejos de viviendas para jóvenes). En los últimos años de la URSS, la membresía en el Komsomol era de hecho uno de los atributos necesarios para una carrera exitosa de un ciudadano joven en la URSS. El Komsomol se convirtió en un fenómeno de masas (60% de los jóvenes). Esto condujo casi inevitablemente a una difuminación organizativa y al hecho de que la pertenencia al Komsomol dejó de percibirse como un honor y una responsabilidad. En los últimos años del poder soviético, el Komsomol finalmente se convirtió en un sistema burocrático, plenamente correspondiente al sistema burocrático general de los últimos años de la URSS.

### Decadencia y disolución

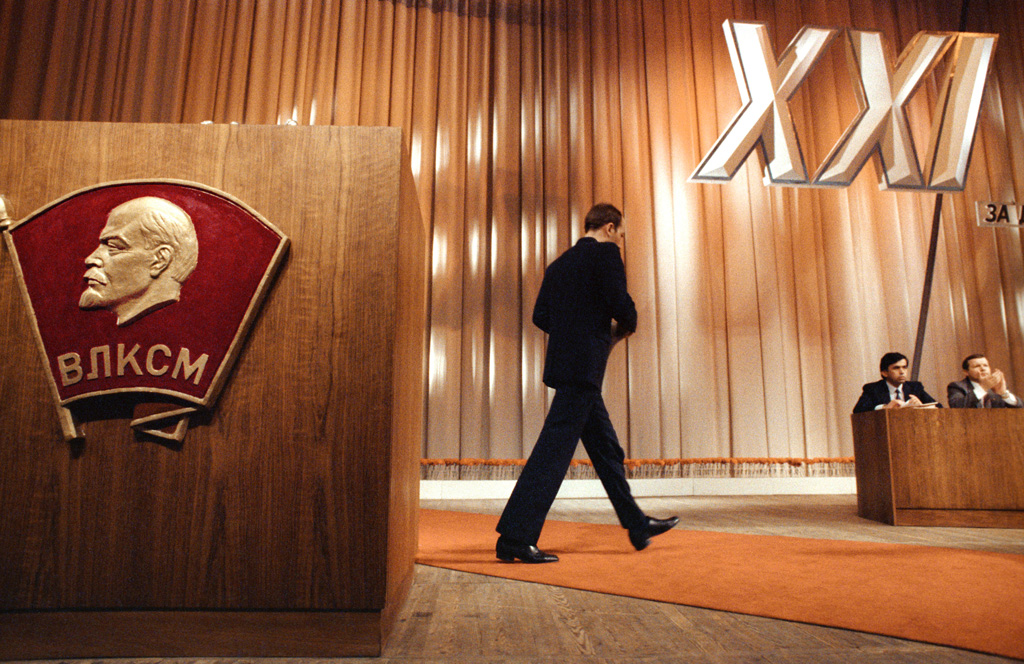
XXI Congreso del Komsomol, abril de 1990.

Durante las primeras etapas de la perestroika, al introducirse paulatinamente las empresas privadas, el Komsomol tuvo prioridad para abrir empresas so pretexto de que la medida incentivaría a la juventud y le daría la posibilidad de tener un mejor futuro. Al mismo tiempo, muchos de sus dirigentes comenzaron a hacer campaña para que el Estado perdiera el monopolio económico que había sido el pilar de la economía planificada de la Unión Soviética y otros estados socialistas. Como resultado, mucha de la nueva oligarquía rusa se formó con cuadros del Komsomol, como el magnate Mijaíl Jodorkovski. Rápidamente se empezó a decir, irónicamente, que «el Komsomol es una escuela de capitalismo«, parafraseando al «los sindicatos son una escuela de comunismo» de Lenin.
El 19 de agosto de 1991 la línea dura del PCUS intentó, mediante un golpe de Estado, revertir las reformas de Gorbachov y volver al "orden soviético"; el fracaso del golpe determinó su definitivo final. En el XXII Congreso del Komsomol, que tuvo lugar entre el 27 y el 28 de septiembre de ese mismo año, se determinó que la organización había cumplido los objetivos que llevaron a su formación, procediéndose a su disolución. Tres meses después, el 25 de diciembre, Gorbachov anunciaba el desmembramiento formal de la Unión Soviética. Sobrevivió al Komsomol su órgano oficial, el diario Komsomolskaia Pravda.

## Estructura
La Liga de Jóvenes Comunistas Leninistas de la Unión Soviética estaba formada por las Ligas de Jóvenes Comunistas Leninistas de las Repúblicas de la Unión en cada una de las repúblicas de la URSS (excepto en la RSFS de Rusia), a su vez, las Ligas de Jóvenes Comunistas Leninistas de las repúblicas estaban formada por organizaciones regionales (en las repúblicas autónomas, óblasts, óblasts autónomos y krais), las organizaciones regionales estaban formadas por organizaciones distritales y municipales, las organizaciones municipales y distritales estaban formadas por organizaciones de cédula, y las organizaciones de base con derechos de distrito estaban formadas por organizaciones de taller (facultad, clase). El órgano supremo era el congreso, elegido por las conferencias regionales; entre congresos, el Comité Central , elegido por el congreso; entre sesiones plenarias del Comité Central, el Buró del Comité Central, elegido por éste; el órgano ejecutivo era el Secretariado del Comité Central del Komsomol.

## Lista de Primeros Secretarios
| #  | Imagen | Nombre                            | Inicio                   | Final                    |
| -- | ------ | --------------------------------- | ------------------------ | ------------------------ |
| 1  |        | Yefím Tsetlin (1898–1937)         | 4 de noviembre de 1918   | 17 de julio de 1919      |
| 2  |        | Oskrar Ryvkin (1899–1937)         | 17 de julio de 1919      | 10 de octubre de 1920    |
| 3  |        | Lázar Shatskin (1902–1937)        | 10 de octubre de 1920    | 28 de septiembre de 1921 |
| 4  |        | Piotr Smorodin (1897–1939)        | 28 de septiembre de 1921 | 18 de julio de 1924      |
| 5  |        | Nikolái Chaplin (1902–1938)       | 18 de julio de 1924      | 17 de mayo de 1928       |
| 6  |        | Aleksandr Milchakov (1903–1973)   | 17 de mayo de 1928       | 24 de marzo de 1929      |
| 7  |        | Aleksandr Kosariev (1903–1939)    | 24 de marzo de 1929      | 23 de noviembre de 1938  |
| 8  |        | Nikolái Mijáilov (1906-1982)      | 23 de noviembre de 1938  | 30 de octubre de 1952    |
| 9  |        | Aleksándr Shelepin (1918–1994)    | 30 de octubre de 1952    | 18 de abril de 1958      |
| 10 |        | Vladímir Semichastny (1929–1993)  | 18 de abril de 1958      | 25 de marzo de 1959      |
| 11 |        | Serguéi Pávlov (1924–2001)        | 25 de marzo de 1959      | 12 de junio de 1968      |
| 12 |        | Yevgueni Tiazhelnikov (1928–2020) | 12 de junio de 1968      | 27 de mayo de 1977       |
| 13 |        | Borís Pastujov (1933–2021)        | 27 de mayo de 1977       | 6 de diciembre de 1982   |
| 14 |        | Víktor Mishin (1943–2024)         | 6 de diciembre de 1982   | 19 de julio de 1986      |
| 15 |        | Víktor Mironenko (nacido en 1953) | 19 de julio de 1986      | 18 de abril de 1990      |
| 16 |        | Vladímir Ziukin (1954–2024)       | 18 de abril de 1990      | 27 de septiembre de 1991 |

## Congresos
| Reunión                     | Fecha                                  | Notas |
| --------------------------- | -------------------------------------- | --- |
| I Congreso del Komsomol     | 29 de octubre – 4 de noviembre de 1918 | La unificación de distintas organizaciones juveniles de orientación socialista y comunista en una organización con un solo centro, trabajando bajo el liderazgo del PCR(b). Se adoptaron los principios básicos del programa y la carta del Komsomol. |
| II Congreso del Komsomol    | 5 – 8 de octubre de 1919               | - Sobre el trabajo en el pueblo. - Sobre el trabajo entre chicas. - Sobre el trabajo entre minorías nacionales. - Sobre la educación socialista de la juventud trabajadora y sobre la reforma escolar. - Sobre el trabajo económico y jurídico. - Sobre el trabajo en el Ejército Rojo: - Sobre la situación actual y medidas prácticas para llevar a cabo la movilización. Un llamado a la juventud proletaria del mundo entero para crear una Internacional de la Juventud Comunista (IJC) |
| III Congreso del Komsomol   | 2 – 10 de octubre de 1920              | Se definieron las tareas de la construcción socialista y la educación comunista de la juventud, y la restauración de la economía nacional destruida durante la guerra. Se adoptó una nueva versión de la carta del Komsomol. |
| IV Congreso del Komsomol    | 21 – 28 de septiembre de 1921          | |
| V Congreso del Komsomol     | 11 – 17 de octubre de 1922             | |
| VI Congreso del Komsomol    | 12 – 18 de julio de 1924               | Se aprobó la resolución “Sobre el desarrollo organizativo de los grupos infantiles ”. |
| VII Congreso del Komsomol   | 11 – 22 de marzo de 1926               | En relación con la formación de la URSS, el RLKSM pasó a llamarse VLKSM. Se aprobó la carta del Komsomol, apoyando la línea del partido en la lucha contra el trotskismo. |
| VIII Congreso del Komsomol  | 5 – 16 de mayo de 1928                 | |
| IX Congreso del Komsomol    | 16 – 26 de enero de 1931               | |
| X Congreso del Komsomol     | 11 – 21 de abril de 1936               | |
| XI Congreso del Komsomol    | 2 de marzo – 7 de abril de 1949        | |
| XII Congreso del Komsomol   | 19 – 27 de marzo de 1954               | Se adoptó una nueva versión de la carta del Komsomol. El desarrollo de tierras vírgenes fue declarado un proyecto de construcción de choque del Komsomol |
| XIII Congreso del Komsomol  | 15 – 18 de abril de 1958               | La construcción del ferrocarril Abakán-Taishet fue declarada un proyecto de construcción de choque del Komsomol. |
| XIV Congreso del Komsomol   | 16 – 20 de abril de 1962               | |
| XV Congreso del Komsomol    | 17 – 21 de mayo de 1966                | Se aprobaron cambios parciales a los estatutos del Komsomol. El congreso decidió realizar un intercambio de documentos del Komsomol en 1967. |
| XVI Congreso del Komsomol   | 26 – 30 de mayo de 1970                | |
| XVII Congreso del Komsomol  | 23 – 27 de abril de 1974               | La construcción de la línea principal Baikal-Amur ha sido declarada un proyecto de construcción de choque del Komsomol. |
| XVIII Congreso del Komsomol | 25 – 28 de abril de 1978               | |
| XIX Congreso del Komsomol   | 18 – 21 de mayo de 1982                | Se adoptó el programa de Complejo Residencial para Jóvenes. |
| XX Congreso del Komsomol    | 15 – 18 de abril de 1987               | |
| XXI Congreso del Komsomol   | 11 – 18 de abril de 1990               | |
| XXII Congreso del Komsomol  | 27 – 28 de septiembre de 1991          | Se decretó la disolución del Komsomol. |